# 오바촌 (오카야마현)
오바촌(大庭村)은 오카야마현 마니와군에 있던 촌이다. 현재의 마니와시 오바, 고미, 노가와, 히라마쓰에 해당한다.

## 역사
- 1889년 6월 1일 - 정촌제 시행에 의해 오바촌, 고미촌, 노가와촌, 히라마쓰촌이 합병해 오바군 가시노촌이 성립하였다.
- 1900년 4월 1일 - 오바군이 마시마군과 합병해 마니와군이 되어 가시노촌은 마니와군에 소속되었다.

## 오아자
- 오바 大庭（おおば） 〒719-3102
- 고미 古見（こみ） 〒719-3103
- 노가와 野川（のがわ） 〒719-3106
- 히라마쓰 平松（ひらまつ） 〒719-3107

## 교통

### 철도
- 서일본 여객철도
  - 기신선

## 참고문헌
- 和泉橋警察署 『新旧対照市町村一覧』第2冊（東京：加藤孫次郎、1889（明22））
- 地名編纂委員会 『角川日本地名大辞典33 岡山』（角川学芸出版、1989、ISBN 4040013301）